# 商業足球會
商業足球會（葡萄牙語：Comercial Futebol Clube，簡稱商業（Comercial），是一支巴西聖保羅的足球會，成立於1911年。